# Заксайте, Саломея
Саломея Заксайте (лит. Salomėja Zaksaitė; род. 25 июля 1985 года, Каунас, Литовская ССР) — литовская шахматистка, международный гроссмейстер среди женщин (2023) среди женщин, чемпионка Литвы среди женщин 2014 и 2016 года, вице-чемпионка Литвы среди женщин (1999, 2013 и 2015 года), чемпионка Литвы среди девушек до 20 лет 2002 года, правовед и криминолог.

## Биография
С 1991 года до 1998 года Саломея Заксайте училась в начальной школе «Анима» Каунасе и с 1998 до 2003 года в гимназии Каунасского технологического университета. C 2003 года до 2008 года она окончила Юридический факультет Вильнюсского университета, приобрела степень магистра права с специализацией криминологии. С 2008 года до 2012 года Заксайте окончила докторантуру Вильнюсского университета. 27 января 2012 года она получила докторскую степень; защитила диссертацию в области уголовного права и спортивного права (на тему «Pаспространенность и проблемы превенции обмана в спорте»), руководитель доцент д-р Анна Дракшене. Заксайте продолжилa своё образование в Дании.
Заксайте работала в Институте права Литвы: с ноября 2006 года в качестве помощника, с 2008 года старшого специалиста и с 2009 года в качестве научного сотрудника (в отделе исследований правовой системы, а затем в отделе уголовного правосудия). 2012 преподавала в Европейском гуманитарном университете. C апреля 2013 года до марта 2015 года она являлась пост-докторант в Университетe Миколаса Ромера. Её тема исследования «Обман в спорте: распространение, превенция и правовая оценка». Руководитель являлся доцент д-р Алфредас Кишкис.
Заксайте выступала с докладами в Москве, в Российском государственном университете физической культуры, спорта и труизма (РГУФКСиТ) в 2009 году (призёр четвёртой Международной научно-практической конференции студентов и молодых ученых «Современная университетская спортивная наука», Секция «Социальные, психологические и педагогические аспекты в области физической культуры и спорта»), читала сообщения в Оксфордском университете и в 2011 году в немецком университете спорта в Кёльне по последним тенденциям в литовском антидопинговом правe.
Заксайте владеет английским, русским и немецким языками.